# Łarisa Ilczenko
Łarisa Dmitrijewna Ilczenko (ros. Лариса Дмитриевна Ильченко; ur. 18 listopada 1988 w Wołgogradzie) – rosyjska pływaczka długodystansowa.
Jej największym sukcesem jest złoty medal igrzysk olimpijskich na dystansie 10 km.

## Odznaczenia
- Zasłużony Mistrz Sportu (2006)
- Order Przyjaźni (2008)